# Freedom: A History of Us
Freedom: A History of Us è stata una docuserie del 2003, composta da 16 episodi, diretta da Philip Kunhardt III, Peter W. Kunhardt e Nancy Steiner.

## Trama
La serie esplora la storia degli Stati Uniti d'America, illustrando il conflitto per la libertà delle colonie, lo sterminio dei nativi americani, la guerra civile e altri eventi storici fino ai giorni nostri.

## Cast
La serie è presentata da Katie Couric con commenti di Eric Foner, un noto storico vincitore del Premio Pulitzer. Inoltre, celebrità come Tom Hanks, Kevin Kline, Stanley Tucci, Michael Caine, Ralph Fiennes, Morgan Freeman e Matthew McConaughey danno voce ai personaggi storici.

## Produzione
È stato prodotto da Kunhardt Productions in collaborazione con Thirteen/WNET.